# Benedikt Wagner
Pour les articles homonymes, voir Wagner.
Benedikt Wagner, né le 14 juin 1990, est un escrimeur allemand qui, avec l'équipe d'Allemagne de sabre masculin, a remporté le titre de champion du monde 2014, ainsi que trois médailles dans divers championnats d'Europe depuis 2009.

## Carrière
En individuel, Wagner brille d'abord dans la catégorie juniors. Au terme de sa dernière année dans la catégorie, il devient vice-champion du monde à Bakou. Il réalise son premier podium chez les séniors à la coupe de l'Acropole à Athènes, ce qui renforce sa sélection, acquise en intégrant l'équipe nationale, pour les Jeux olympiques de Londres. Il y réalise un parcours honorable, battu au troisième tour par son compatriote Nicolas Limbach.
Son parcours en équipe est récompensé de plusieurs médailles, aux championnats d'Europe (médaillé d'Argent en 2011 puis de bronze en 2012 et 2014), puis d'un titre de champion du monde en 2014. Bien que son classement individuel recule entre 2013 et 2015, il aide l'Allemagne à occuper le premier rang mondial du sabre par équipes au cours de la coupe du monde d'escrime 2014-2015.

## Palmarès
- Championnats du monde d'escrime
  -  Champion du monde par équipes aux championnats du monde d'escrime 2014 à Kazan

- Championnats d'Europe d'escrime
  -  Médaille d'or par équipes aux championnats d'Europe d'escrime 2015 à Montreux
  -  Médaille d'argent par équipes aux championnats d'Europe d'escrime 2011 à Sheffield
  -  Médaille de bronze par équipes aux championnats d'Europe d'escrime 2012 à Legnano
  -  Médaille de bronze par équipes aux championnats d'Europe d'escrime 2014 à Strasbourg